# 旺托訥

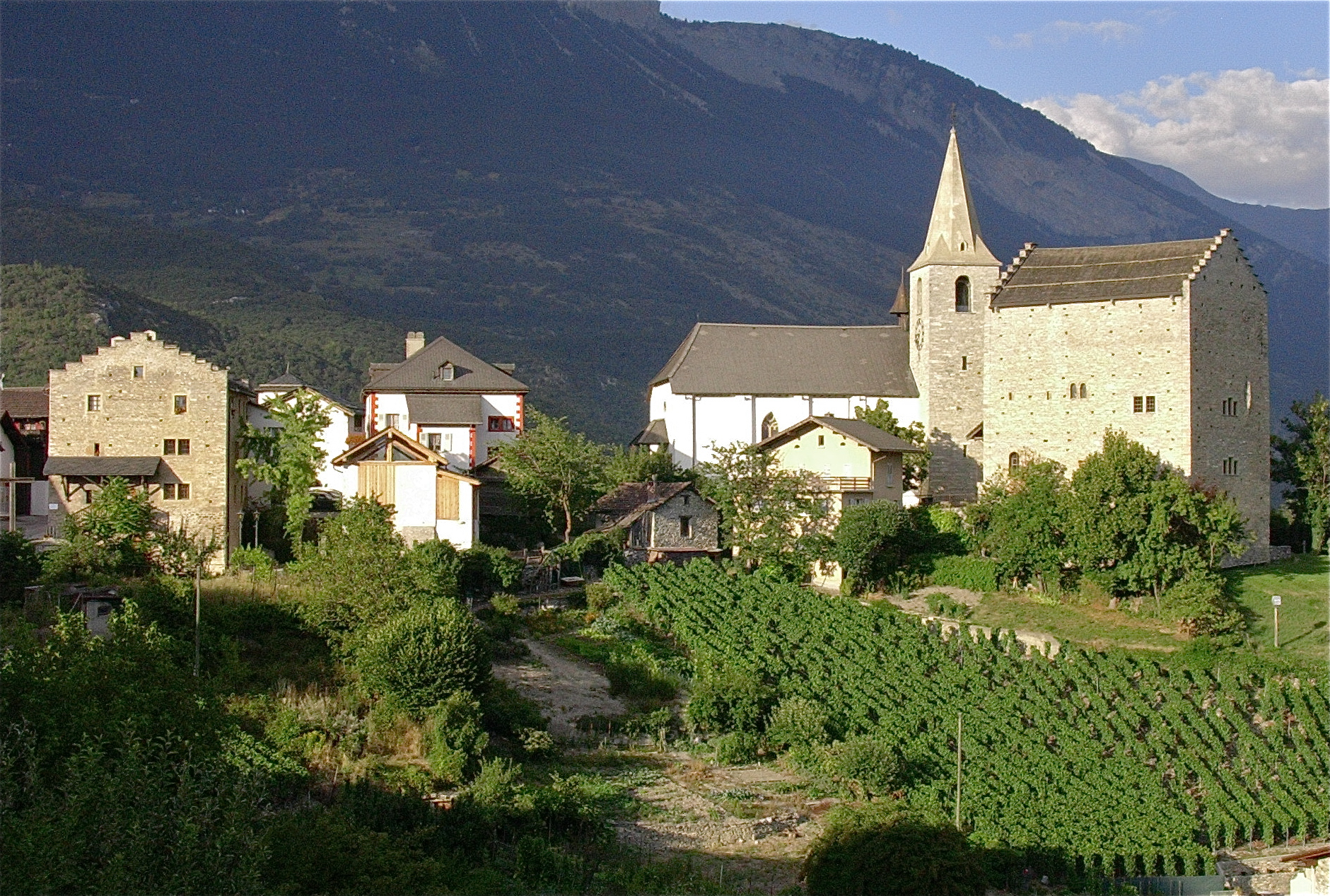
旺托讷城镇

旺托訥是瑞士的城鎮，位於該國南部，由瓦萊州負責管轄，面積12.81平方公里，海拔高度799米，2011年人口1,188，八成人口信奉羅馬天主教，人口密度每平方公里93人。

## 外部連結
- Official website （页面存档备份，存于） （法文）